# ایزرنور
ایزرنور (به فرانسوی: Izernore) یک کمون در فرانسه است که در Canton of Izernore واقع شده‌است.

## خصوصیات
ایزرنور ۲۰٫۸۶ کیلومترمربع مساحت و ۲٬۲۴۷ نفر جمعیت دارد و ۴۵۲ متر بالاتر از سطح دریا واقع شده‌است.